# Algocultură

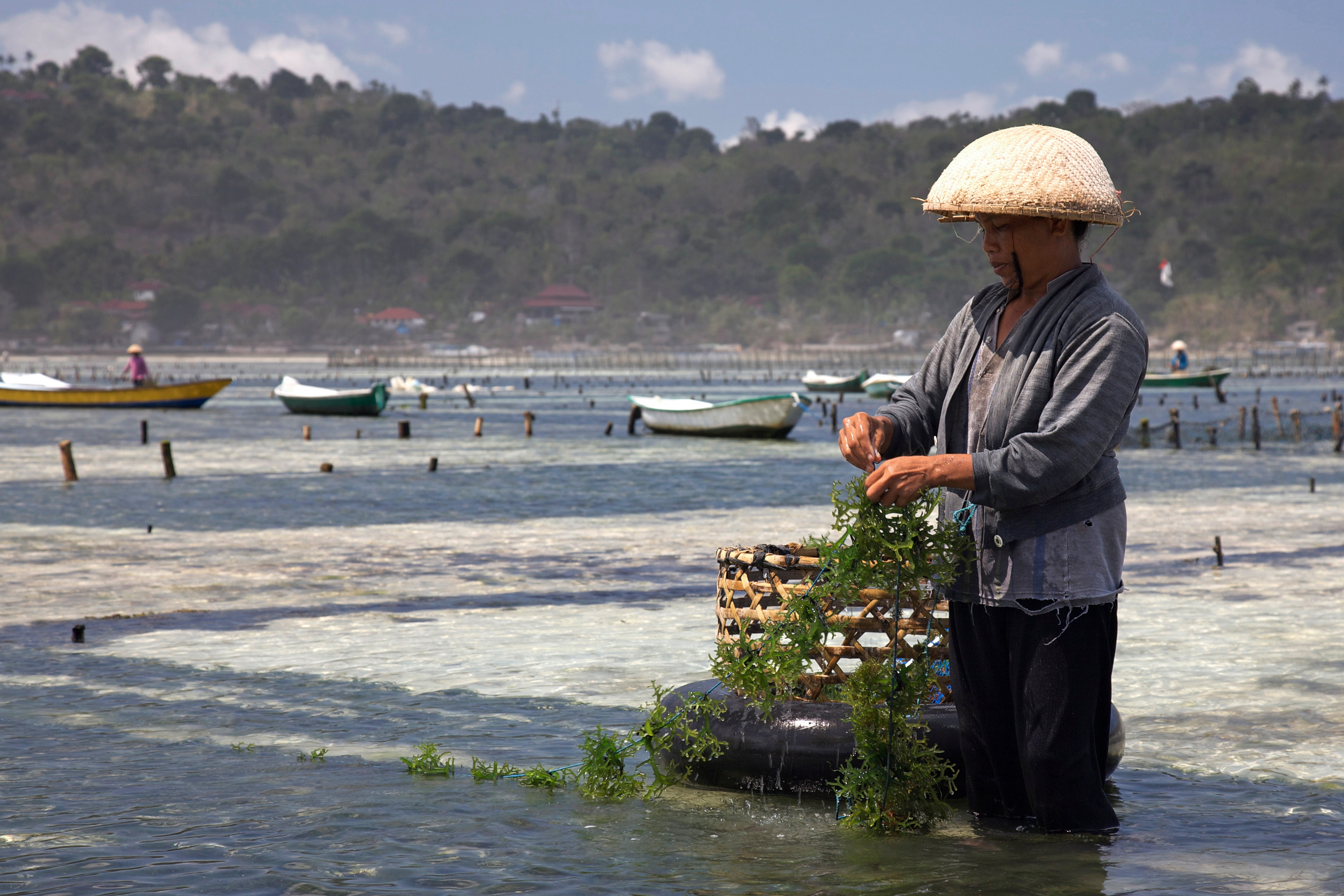
Colectarea algelor într-o fermă de algocultură din Indonezia

Algocultura este un tip de acvacultură care implică creșterea algelor cu caracter comercial și industrial.
În prezent, algocultura este dezvoltată în peste de 30 de țări, algele marine sunt recoltate din apele reci, temperate și tropicale ale Oceanului Mondial. Algele marine sunt cultivate în scop alimentar, farmaceutic, pentru obținerea de combustibil algal etc.

Anual recolta totală de alge se ridică la mai mult de 2 milioane tone, din care 90% sunt valorificate în China, Japonia, Coreea de Sud, Chile și Franța. Jumătate din această recoltă provine de la ocean și jumătate din ferme de algocultură. Cultivarea algelor marine s-a extins rapid, în special datorită cererii de pe piață care a depășit furnizarea disponibilă în resurse naturale. 

Algele cultivate sunt microalge (fitoplancton, sau alge planctonice), precum și macroalge denumite și „iarbă de mare”, genurile cele mai populare sunt Laminaria, Porphyra, Undaria și Gracilaria.

## Utilizările algelor
Algele marine constituie o importantă resursă naturală valorificabilă în economia umană. Sunt folosite în alimentație, ca îngrășăminte organice, materie primă pentru obținerea coloranților, cosmetice și farmaceutice, combustibil etc.
- în alimentație, fiind foarte bogate în vitamine (A, B1, B2, B6, B12, C, D, E, K) și minerale (iod, brom, magneziu, potasiu, sodiu, calciu, fosfor, sulf, clor, cupru, siliciu), algele sunt folosite din cele mai vechi timpuri ca hrană, asiaticii consumă alge marine încă de acum 5.000 de ani, considerându-le delicatese; chinezii și japonezii le folosesc  pentru proprietățile lor antioxidante și afrodisiace, în salate, pentru sushi, garnituri, în compoziția unor prăjituri sau înghețată etc; numai în Japonia sunt peste 70 de specii de alge marine comestibile (genurile Ulva, Alaria, Fucus, Laminaria, Porphyra, Rhodymeria etc).

- îngrășământ natural, adaos furajer, sau materie primă: folosirea algelor marine (în special brune și roșii) în agricultură, se datorează compoziției chimice complexe dar mai ales conținutului bogat în iod al acestora.

- pe bază de alge marine sunt fabricate multe preparate cosmetice, în special cele bio; extrasele din alge sunt folosite pentru uz extern în componența unor creme, pastă de dinți, produse de demachiere, măștile pentru ten; pentru regenerarea pielii corpului sunt folosite curele cu băi de alge, proaspete ori uscate; extractele din alge contribuie la închiderea porilor, tonifierea pielii, sprijină efectul antiinflamator, ajută la reducerea iritațiilor etc.

- algele sunt un important agent în controlul poluării fiind deja utilizate la tratarea apelor uzate, pentru eliminarea nitraților și a fosforului; utilizarea lor prezintă avantaje cum ar fi reducerea cantității de substanțe chimice și a costurilor energetice.

- componentele active din algele marine intră în componența numeroaselor produse farmaceutice: în special iod pentru reglarea glandei tirode, acidul docosahexaenoic (DHA) este folosit în formulele medicamentelor care dezvoltă creierul copiilor mici, acizii grași omega 3 sunt produși prin fermentarea algelor și a zahărului, medicamente care se utilizează drept pansamente gastrice, constipații etc.[2]

- folosirea biomasei algale ca sursă de energie prin obținerea de combustibil